# کیکو واتانابه (بازیگر)
کیکو واتانابه (انگلیسی: Keiko Watanabe؛ زادهٔ ۲۹ مارس ۱۹۸۷) صداپیشه اهل ژاپن است. وی از سال ۲۰۰۸ میلادی تاکنون مشغول فعالیت بوده‌است.